# Imina
Una imina és un compost químic que conté el grup imino com a grup funcional o característic, constituït per un àtom de nitrogen enllaçat a un d'hidrogen i amb un doble enllaç a un àtom de carboni d'una cadena, {\displaystyle {\ce {=NH}}}. L'estructura general és {\displaystyle {\ce {R-CH=NR^3}}} o {\displaystyle {\ce {R^1R^2C=NR^3}}} (on {\displaystyle {\ce {R^3}}} pot ser igual a {\displaystyle {\ce {H}}}) s'han anomenat genèricament aldimines i cetimines, respectivament. Si l'hidrogen és una altra cadena de carbonis, es coneix com una base de Schiff.

## Nomenclatura i classificació

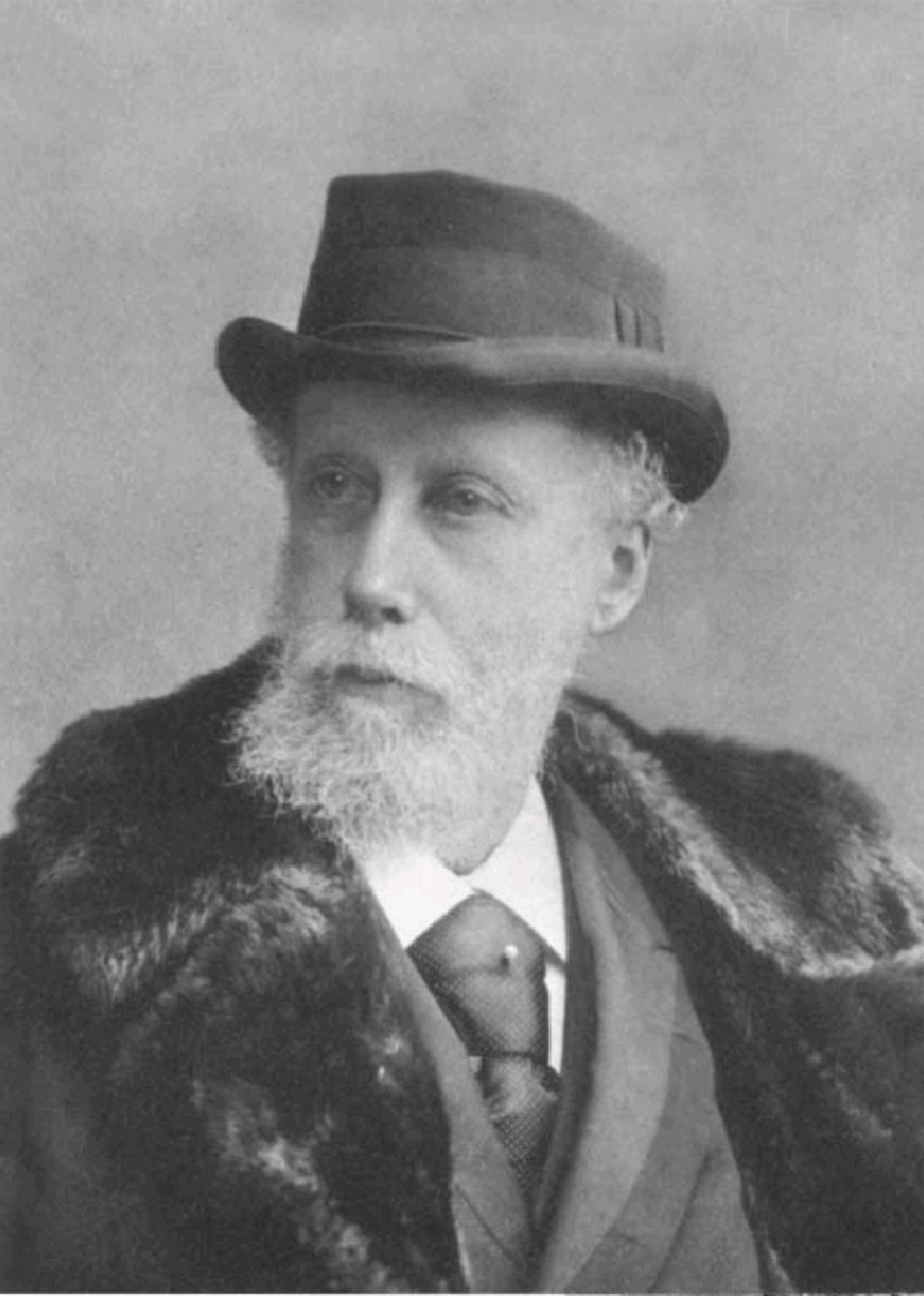
Albert Ladenburg (1842–1911)

El mot «imina» fou encunyat modificant el mot «amina» pel químic alemany Albert Ladenburg (1842–1911) el 1883.
Les imines amb l'estructura general {\displaystyle {\ce {R-CH=NH}}} o {\displaystyle {\ce {RR'C=NH}}} es poden anomenar substitutivament com a derivats «–iliden» de l'hidrur fonamental azà {\displaystyle {\ce {NH3}}} o afegint la «n» etimològica del nom de l’hidrur fonamental {\displaystyle {\ce {R-CH3}}} o {\displaystyle {\ce {R-CH2-R'}}} amb el sufix «–imina». Els compostos amb l'estructura general {\displaystyle {\ce {R-CH=N-R'}}} o {\displaystyle {\ce {RR''C=NR'}}} es poden anomenar també com a imines N‑substituïdes o derivats «iliden» d’una amina {\displaystyle {\ce {R'-NH2}}}. Per exemple la imina {\displaystyle {\ce {CH3-CH=N-CH3}}} pot anomenar-se etiliden(metil)azà, N-metiletanimina o N-metiltilidenamina.

### Aldimines i cetimines
El terme «aldimina» fou derivat dels mots «ald(ehid)» i «imina» per la seva semblança estructural amb un grup carbonil d'un aldehid; i «cetimina» dels mots «cet(ona)» i «imina» per la corresponent semblança amb el grup carbonil de les cetones.
Una aldimina primària té l'estructura general {\displaystyle {\ce {R-CH=NH}}}; i una aldimina secundària {\displaystyle {\ce {R-CH=N-R'}}}.
Una cetimina primària presenta l'estructura general {\displaystyle {\ce {RR'C=NH}}}; i una cetimina secundària {\displaystyle {\ce {RR''C=NR'}}}.

Aldimina primària
Aldimina secundària
Cetimina primària
Cetimina secundària

## Síntesi d'imines

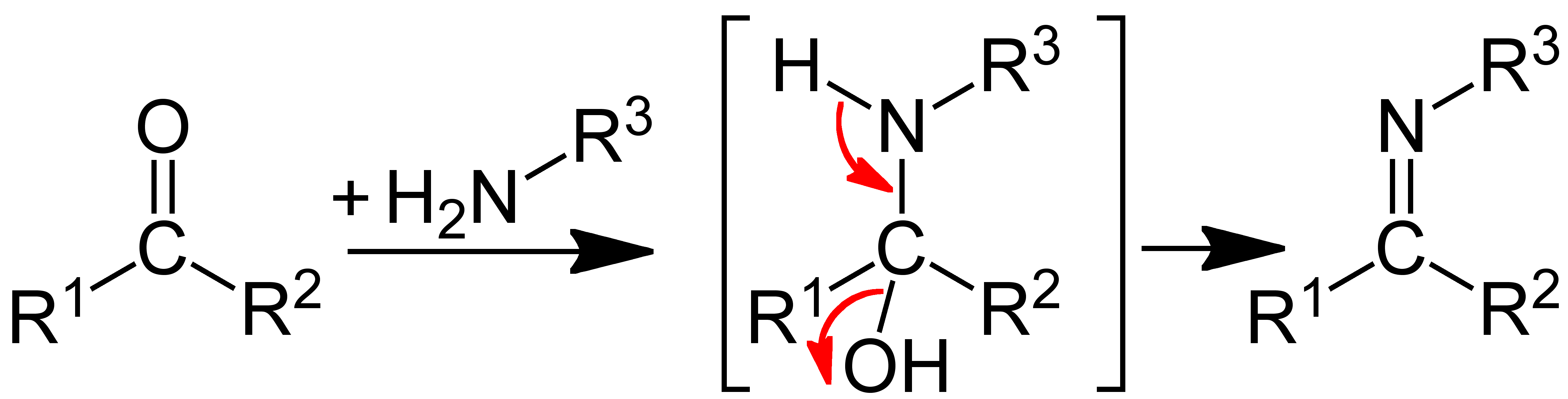
Mecanisme de síntesi d'imines.

Les imines típicament es preparen per condensació d'amines primàries i aldehids i menys comunament de cetones.

### Reacció de Schmidt
La reacció de Schmidt és la reacció de l'azida d'hidrogen {\displaystyle {\ce {HN3}}} amb electròfils catalitzada per àcids. Si aquests electròfils són alcohols terciaris o alquens es produeixen imines.

## Paper biològic

Una de les formes de la vitamina B6.

Les imines són comunes en la natura. Per exemple, la vitamina B6 promou la desaminació dels aminoàcids via la formació d'imines.